# 中國女性主義
中国女性主义伴随着近代化开始于20世纪初。当下，中国妇女的权利在宪法意义上规定与男性平等。但是，妇女实际上在政治、经济、社会等各方面所扮演角色的重要程度仍与男性存在一定差距。在2024年，中国的全球性别差距指数位列106。 （页面存档备份，存于）

## 歷史
与西方不同的是，中国女性主义在历史上并没有真正地从生物学方面评论“男性”和“女性”。相反在中国文化中，人们更重视“男性”或“女性”在社会中的角色。
在20世纪之前，中国妇女被本质上地区别于男性。尽管道家认为代表阴、阳是同等重要的，但妇女仍然被认为处于较低的地位。《易经》写道：“男女正，天地之大义也。”妇女仅仅是男性的附庸，不被允许参与政治活动。在20世纪初，女性主义在中国萌芽，但由于封建思想依然严重，女权运动收效甚微。

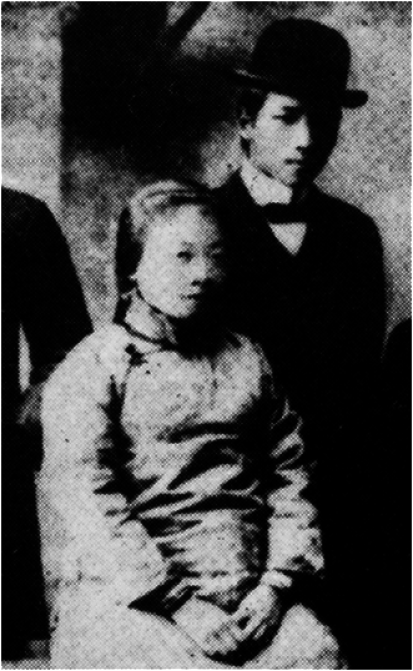
中国20世纪早期女性主义者何震（日期不确定）

一般认为，李小江是中国妇女研究的开创者。她的文章《人类进步与妇女解放》 (1983) 是中国刊登的第一篇妇女研究论文。两年后，中国妇女研究会成立。《半边天》等电视节目提供了广大群众对于妇女问题的关切，1995年在北京召开的联合国第四次世界妇女大会也让更多群众注意到性别平等的议题。
由署名王蜂、宫宏博的两作者于2011年在“社会性别与发展在中国”网站上发表的公益宣传册《醒来的女性》在网络上流传并具有一定的影响力。
根据世界银行提供的数据统计，中国女性劳动参与率於1990年為73.24%（世界第17），但到了2019年已經跌到60.57%（世界第56），并且呈下降的趋势。

### 1900年之前
在1900年之前，中国妇女地位的巨大变化发生在汉朝。在早期母系社会中，中国妇女的社会地位与汉朝后完全不同，她们能够保留自己的姓氏，甚至将其传给子女。从汉朝到清朝，在父权制度下，由于儒家思想和孝道的深刻影响，中国妇女受到严重压迫。在这一时期，中国出现了关于妇女的文学作品，如《孟母三迁》、《女论语》等，向当时的妇女解释如何做到道德，普及在一个女人生活中如何最好地服侍父母、丈夫和儿子的方式。在20世纪之前，中国妇女被认为与男性本质上有所不同。尽管妇女与阴性和男性与阳性有关联，两者在道教中被认为同样重要，但人们认为妇女在世界的等级秩序中处于较低的位置。妇女应该服从和顺从男性，通常不被允许参与政府、军事或社区机构。虽然在中国历史和文学中有杰出的例外，如宋朝将军梁红玉和传奇女战士花木兰，但这些被认为是当时中国困境的标志。在20世纪之前，这样的特殊女性被认为是为了捍卫中国传统的父权制度和社会，而不是改变它。

### 1900-1949
在19世纪末和20世纪，中国在国内外经历了军事和政治危机。1839-1842年和1856-1860年的鸦片战争迫使中国向其他国家开放贸易，西方思想因此传入中国。 那时大量政治冲突迫使流亡的知识分子开始革命运动。他们从19世纪末20世纪初开始抨击这些状况，但收效甚微。在此之前，梁启超等中国思想家呼吁解放妇女，更好地接受女子教育，并呼吁妇女参与国家建设。 梁启超认定女性只有走出家庭，从事社会劳动，才可以直接助力国家、民族的富强。
在中国的女权主义早期，也是新女性运动初露端倪的时期，这一运动倡导妇女教育、性别平等和摆脱束缚性的儒家实践的思想。20世纪，女作家们也通过文学创作表达了女权主义思想。然而，真正改变女性地位的是1911年的辛亥革命。 在这场反抗清朝统治的广泛起义中，出现了吴淑卿的女子革命军、尹维钧和林宗旭的浙江女子军、唐群英的女子北伐队等多个女子民兵组织。然而，中华民国临时政府在1912年2月26日解散了所有的女子军。即便如此，她们与男性并肩作战的这件事鼓舞了许多参与妇女民兵的妇女变得政治活跃，努力进行改革。
在民国时期，女性的生活发生了许多变化。1912年，女子参政同盟会成立，该组织由许多地方妇女团体联合而成，旨在为新共和国废除君主制后宪法中加入女性平等权利和选举权而努力。尽管目标最终并未达成，它标志着女性主义社会运动的重要时期。 1920年，北京大学开始招收女学生，一批受过教育的职业新女性应运而生。1922年，生育控制倡导者玛格丽特·山额来到了中国。她的访问促使中国的精英阶层相信节育的使用可以改善中国人的“素质”，引发了众多知识分子与讨论节育和优生学的利弊，撼动了那时中国传统多子为福的普遍生育观。 1928年，国民政府统一中国定都南京后，全国性的妇女运动组织才得以成立。1931年《民法典》颁布，赋予女性平等的继承权，禁止了强迫婚姻，并赋予女性支配自己财产和提出离婚的权利。 1936年新颁布的宪法中加入了女性选举权，并在1947年得以实施。

### 1949-2000
妇女解放从一开始就在中国共产主义的运动议程中。到了20世纪20年代，共产党人一边领导男工人的工会组织工作，一边同时在附近的农民社区开展妇女权益斗争，包括扫盲教育。 其中毛泽东和杨开慧是运用这种方法最有效的共产党政治组织者之一。
在国共内战期间，共产党在他们控制的地区实行了妇女权利措施。在江西革命根据地，共产党领导的当局颁布了1931年的《中华苏维埃共和国婚姻条例》，该法规明确规定“实行一夫一妻，禁止一夫多妻。” 并且规定结婚离婚均需向苏维埃办理登记，规定了较为严格的形式要件。该法规仿照苏联的法律制定。这些法规宣布婚姻是男女之间的自由结合，不受其他方干涉，并允许双方协议离婚。在当时，这些是中国最进步的婚姻法律，为妇女提供了离开她们被迫结婚的丈夫、离开虐待配偶以及耕种自己土地的条件。
1942年，丁玲在国际妇女节指出了一些男性共产党人虚伪的态度和行为，揭露了女性革命者所面临的特殊压力。她认为婚姻制度仍然变相维系着丈夫对妻子的控制。然而，由于婚姻的压力难以承受，女性最终还是会选择结婚。
在土地改革运动中，共产党鼓励农村妇女实现“双重翻身”，即既作为农民获得土地解放，又作为女性获得意识觉醒的革命性转变。 中共敦促农村妇女摒弃传统社会赋予她们的角色观念。结合土地改革，该运动倡导了消除聘礼以及扭转歧视寡妇再婚等一系列妇女权益议题。中共宣传了妇女解放方面的成功案例，例如西北地区的回族妇女，她们不仅通过土地改革获得了土地，而且还“掌握了自身的身体自主权”，并积极参与政治活动。
大跃进期间，全民劳动力总动员的政策为女性劳动力的发展提供了契机。 由于农业和工业对女性劳动力的需求不断增加，并且政策鼓励女性参与劳动，“铁娘子”现象因此出现。 那时有广大妇女投入田间地头和工厂车间，从事传统上由男性承担的工作，甚至有大量女性走上管理岗位。 妇女们积极开展劳动竞赛，表现突出的被称为“铁娘子”。 “一人要顶两人干，妇女要赛过男子汉”，“妇女能顶半边天”等口号在当时广为流行。
文革期间，中国通过革命样板戏来宣扬国家女性主义政策。这八个样板戏中的大多数都以女性为主角。这些女性主人公的故事都始于她们被来自父权、阶级地位和帝国主义的压迫，最终通过发现自身的力量和中国共产党获得解放。
在中国共产党革命胜利后，由于政府的认可，妇女权益团体在中国变得愈发活跃。然而，从 70 年代开始一直到 80 年代，许多中国女权主义者开始认为共产党政府一直将女性解放视为一种可以在解决阶级不平等之后再实现的目标。一些女权主义者认为，部分原因在于政府倾向于将“平等”解读为“相同”，然后根据未经审视的男性标准来对待女性。

### 21世纪
1995年，第四届世界妇女大会在北京召开，这是联合国首次在中国举办的会议。作为东道主，时任中国国家主席江泽民在开幕式上宣布“男女平等是促进我国社会发展的一项基本国策”。 这句话成为中国国务院和全国妇联发布的 1995 年之后所有性别和妇女发展政策指南的政治基石。与此同时，该大会的辅助性会议非政府组织妇女论坛在怀柔县举办，“非政府组织”的概念由此引进中国，并催生了 21 世纪中国许多女性主义联盟，例如郭建梅领导的北京众泽律师事务所、梁军领导的河南社区教育研究中心、以及反家暴立法运动的组织等。该会议还促使中共改革了负责中国性别发展相关的政府机构。国务院妇女儿童工作委员会 于 1993 年为迎接大会而成立。会议还将“性别主流化”和“家庭暴力”等概念引入中国。
2001 年，中华人民共和国婚姻法进行了修订，将身体虐待纳入离婚的理由。
2005年，中华人民共和国妇女权益保障法进行了修订，将性骚扰纳入法律保护范围。 2006年，为了进一步界定性骚扰的含义，制定了“上海补充规定”。
2013年，一位化名“曹菊”的23岁女性在经历求职过程中遭到性别歧视后，将雇主巨人教育告上法庭，成为中国首位提起性别歧视诉讼的女性。最终，曹菊获得了3万元的赔偿和巨人教育的书面道歉。

## 社會運動
2014年，女大学生黄蓉在应聘杭州市西湖区东方烹饪职业技能培训学校的文案策划一职时，三次被该单位以“限招男性”为由拒绝。7月8日，黄蓉以“用人单位招工的性别歧视”为由，通过杭州西湖区法院起诉该单位。历经一个月的努力，8月13日，黄蓉收到了法院的案件受理通知书。得知黄蓉一案已被法院立案后，有網友在微博发起联名信活动，并分别向最高人民法院、全国妇联、杭州西湖区法院寄去了公开信，期待积极处理性别歧视问题，并希望法院公正判决，还女性求职者公道。最後法院判決东方烹饪职业技能培训学校向黄蓉道歉。
2015年3月国际三八妇女节前夕，被称为“女权五姐妹”的五名中国女权主义活动人士李婷婷、韦婷婷、鄭楚然、武嵘嵘和王曼因寻衅滋事罪被當局拘捕，被捕前，她们正筹备抗议公共交通场所针对女性的性骚扰。她們被拘押的事件获得国际社会广泛关注，美国前国务卿希拉里·克林顿、时任美国驻联合国大使鲍尔及其夫人萨曼莎·鲍尔等都呼吁释放她们，英国外交部对事件表示“严重关切”。中国外交部发言人华春莹则表示，此事属于中国内部事务，中方希望各国尊重中国的司法主权和独立。李婷婷和郑楚然分别入选“BBC巾帼百名2015”和“BBC巾帼百名2016”。
2018年1月1日，北京航空航天大学博士毕业生罗茜茜实名举报，指控该校教授陈小武曾于12年前在她读博期间对她性骚扰，且多年来性骚扰门下数名女生。罗茜茜在公开信中表示，她受到MeToo运动影响，又在知乎上看到了曝光陈小武骚扰女生的内容，于是决定公布自己12年前被陈小武性骚扰的经历。早在2017年10月，罗茜茜就联系到多名曾被陈小武骚扰的女生，整理出文字和录音资料，并向北航纪委发出实名举报。1月11日，北京航空航天大学发布通报，撤销陈小武研究生院常务副院长职务，取消其研究生导师资格，撤销其教师职务，取消其教师资格，之后教育部宣布撤销陈小武的“长江学者”称号。

## 婦女组织
一些NGO工作者于2011年7月发起的民间活动中心“一元公社”致力于公民社会思想启蒙和社会动员，举办了各种女权主义活动，开放给所有人参与，产生了广泛的社会影响。
“女童保护”是一个公益性基金会，致力于改善妇女儿童受性侵害的现象。
“妇女传媒监测网络”是一个位于北京的民间组织，由女权主义者吕频创立，以“女权之声”在微博等媒体平台上活跃。 除了时而被禁言之外，也被部分自媒体誣指為親伊斯兰主义。2018年3月，在中国#Metoo运动（“米兔”运动）在中国被发起时，微博、微信公众号“女权之声”被中国互联网全网封号。